# 빅히나마쓰리

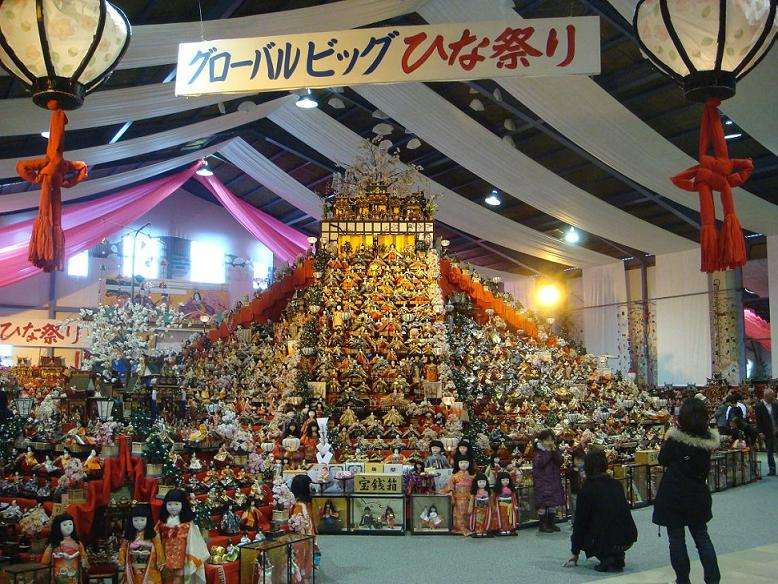
빅히나마쓰리 (도쿠시마현 가쓰우라정)

빅히나마쓰리(일본어: ビッグひな祭り ビッグひなまつり[*])는 일본 도쿠시마현 가쓰우라정, 지바현 가쓰우라시, 나가노현 스자카시에서 매년 2월부터 3월까지 열리는 축제이다. 처음에는 가쓰우라 정에서만 열렸지만 지바 현 가스우라 새ㅣ, 나가노 현 스자카 시에서도 개최하기 시작했다. 무수한 히나 인형들이 펼쳐진다.